# 9158 Плате
9158 Плате (9158 Platè) — астероїд головного поясу, відкритий 25 червня 1984 року.
Тіссеранів параметр щодо Юпітера — 3,565.